# Col de Burdin Olatzé
Pour les articles homonymes, voir Burdin.
Le col de Burdin Olatzé est un col de montagne situé entre les provinces basque de Basse-Navarre et de Soule et notamment entre les bassins de la Nive et du Saison.
La route pastorale de Béhorléguy à Alçay ou Aussurucq, qui passe par le col d'Aphanize (sans le traverser), franchit la ligne de partage des eaux non loin de ce col mais en le surplombant légèrement.

## Toponymie
Le nom d'Olatze indique la présence de cabanes d'estive.